# Vélo festif
 (juin 2016).

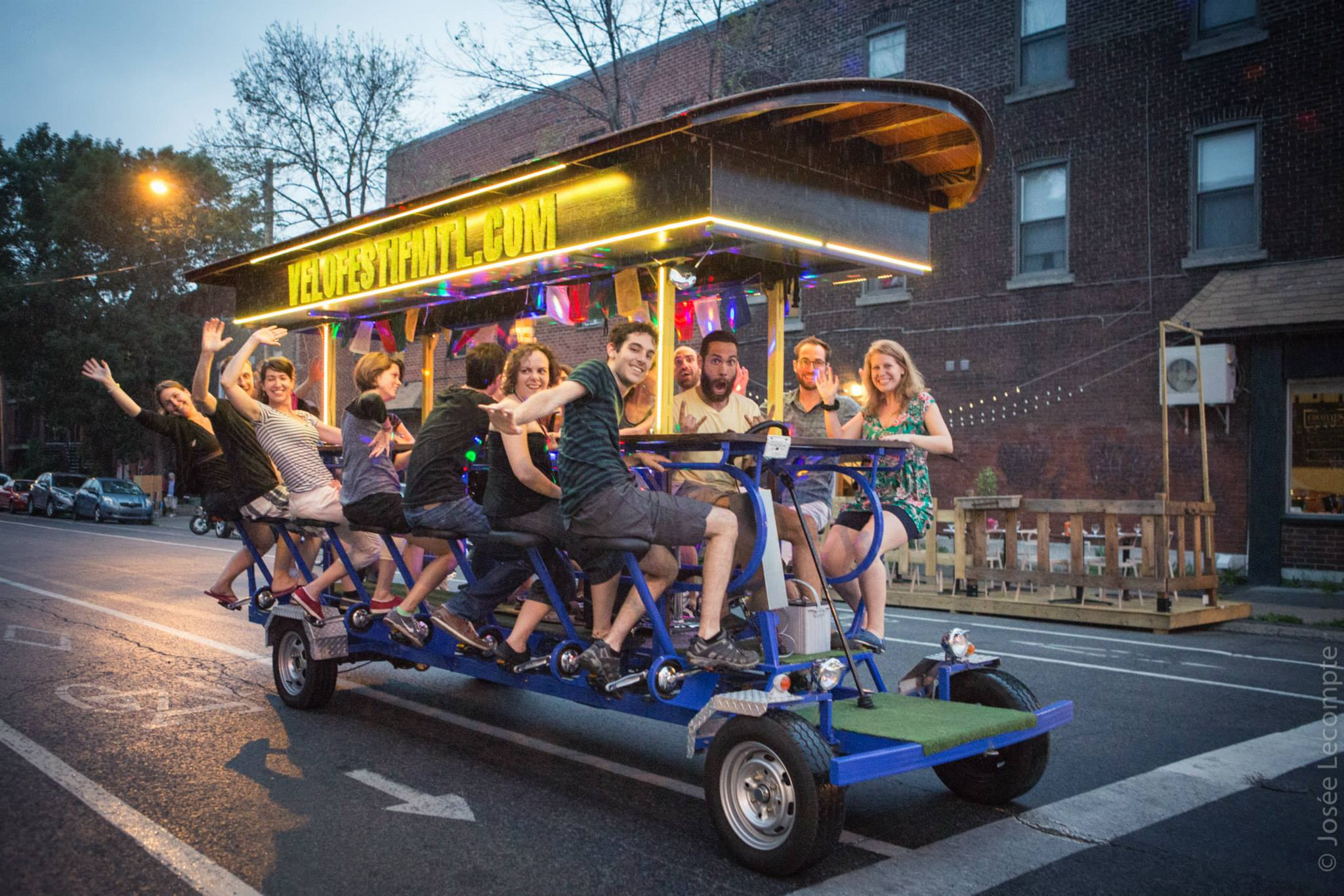
Un vélo festif.

Un vélo festif, beer bike, party bike, vélo de fête ou bar à pédales est un véhicule à propulsion humaine à plusieurs passagers, inventé en 1997 par Het Fietscafe BV aux Pays-Bas.
Ailleurs, les party bikes sont fréquemment associés aux bars et micro-brasseries. Le conducteur est habituellement inclus avec la réservation du véhicule.

## Caractéristiques techniques
Les party bikes offrent un minimum de trois places avec des bancs ou selles de chaque côté pour les pédaleurs en plus d'une banquette arrière. Une planche qui fait toute la longueur du véhicule forme un bar autour duquel les passagers sont réunis et la plateforme centrale fait souvent office de plancher de danse. Les party bikes mesurent habituellement de 4,5 à 6 m de long, 2 m de large et 2,5 m de haut. Ces véhicules sont pourvus de phares et d'éclairage nocturne.
Un beer bike moderne comporte généralement des sièges ouverts pour trois coureurs ou plus dans une configuration sociable. Ces véhicules sont souvent conçus pour ressembler aux tramways du début du XXe siècle et disposent de sièges latéraux pour les pédaleurs, d’une banquette à l’arrière, d’une direction à crémaillère et d’un toit à baldaquin.  
Quelques fabricants proposent un moteur à assistance électrique pour aider les coureurs sur les terrains accidentés. Un vélo de fête est parfois assimilé à une variante agrandie d'un vélo-taxi, mais ce n'est pas le cas, car le vélo de fête est alimenté par les passagers tandis que la direction et le freinage sont contrôlés par un conducteur qui ne fournit pas de puissance de pédalage. 
Comme ils circulent sur la voie publique, certains sont équipés de phares, de feux arrière et de clignotants, ainsi que d’un éclairage de nuit.

## Alcools
Certaines entreprises permettent de servir de l'alcool au bar du party bike lorsque la loi l’autorise, comme en France, aux Pays-Bas et en Allemagne. 
Ils sont souvent disponibles dans les sites touristiques où ils sont loués à l'heure ou à la journée et servent souvent de kiosque à boissons. Lorsqu'il est utilisé avec de l'alcool, un vélo de fête est généralement loué avec un pilote.
Certains vélos de fête peuvent accueillir jusqu'à seize passagers à vélo, trois passagers autres que les cyclistes, des comptoirs de bar et un chauffeur,,. Dans de nombreuses municipalités européennes, il est légal de consommer de l'alcool en pédalant ou en faisant du vélo, à condition que le conducteur ne consomme pas.  
Cependant, aux États-Unis, des lois américaines strictes sur les conteneurs ouverts interdisent à la plupart des passagers de party bikes de consommer de l'alcool à bord, sauf dans certaines municipalités. Dans certaines localités, le conducteur doit être en possession d'un permis de chauffeur pour pouvoir circuler dans les rues publiques.  
En règle générale, une entreprise ou un particulier est propriétaire du vélo de fête et le loue au public pour des visites. Le vélo de fête est souvent associé à l'industrie du micro-tourisme de la bière. On peut voir qu’il est utilisé par des sociétés pour des activités de team building et de retraite, des groupes tels que des mariages, des anniversaires, des buveurs de café,   groupes d'exercice et des touristes.